# Ниидза
Ниидза е град в префектура Сайтама, Япония. Населението му е 163 885 жители (по приблизителна оценка от октомври 2018 г.), а площта e 22,80 кв. км. Намира се в часова зона UTC+9. Основан е през 1970 г. Разполага с жп транспорт.